# Banisteriopsis cipoensis
Banisteriopsis cipoensis är en tvåhjärtbladig växtart som beskrevs av B. Gates. Banisteriopsis cipoensis ingår i släktet Banisteriopsis och familjen Malpighiaceae. Inga underarter finns listade i Catalogue of Life.